# Aporosa fusiformis
Espèce
Synonymes
- Aporosa fusiformis Thwaites (orthographic error)[2]
- Aporosa thwaitesii Baill.[1] [3]
- Aporusa fusiformis Thwaites (préféré par UICN)[2]
- Lepidostachys grandifolia Planch. ex Müll.Arg.[1] [3]

Statut de conservation UICN

 CR B1+2c : 
En danger critique
Aporosa fusiformis est une espèce de plantes à fleurs de la famille des Phyllanthaceae et du genre des Aporosa. C'est un arbre.

## Dénominations

### Taxinomie et nomenclature
George Henry Kendrick Thwaites, un botaniste britannique, décrit le premier cette espèce en 1861 et la classe dans le genre Aporosa créé par l'Allemand Carl Ludwig Blume en 1825. Il lui donne l'épithète spécifique fusiformis par évocation de la forme en fuseau des fruits.

## Description générale
Aporosa fusiformis est un arbre d'environ 15 mètres de hauteur.
Comme toutes les plantes du genre, Aporosa fusiformis est dioïque : les fleurs mâles et les femelles sont portées par des arbres différents. Ce caractère est générique.

### Sources relatives à la taxinomie, aux dénominations
- (la) Carl Ludwig Blume, Bijdragen tot de flora van Nederlandsch Indië, 1825 (lire en ligne), p. 514
- (la) George Henry Kendrick Twaites, Enumeratio Plantarum Zeylaniæ, 1861 (lire en ligne), p. 288
- (en) Anne Marketta Schot, Systematics of Aporosa, Nationaal Herbarium Nederland, Universiteit Leidenbranc, coll. « Blumea » (no Supplement 17), 2004, 380 p. (lire en ligne)